# Líbero Luxardo
Líbero Luxardo (Sorocaba, 5 de novembro de 1908 – Belém do Pará, 2 de novembro de 1980) foi um diretor, produtor, roteirista, jornalista, escritor, político e professor nascido em Sorocaba, no interior do Estado de São Paulo, mas que fez sucesso no cinema paraense e foi um dos pioneiros do cinema na Amazônia.

## Biografia
Líbero Luxardo nasceu na cidade de Sorocaba (no interior de São Paulo), onde teve o primeiro contato com o cinema. Seu pai e seu irmão eram também cineastas e, tinham um estúdio que produzia filmes sobre os eventos da região, exibidos no cinema local.
O primeiro filme que Líbero participou foi a sequência de “O crime da mala”, de 1929, dirigido por Francisco Campos.
Na década de 1930, ele foi para a cidade de Campo Grande (Mato Grosso do Sul), onde iniciou seu ciclo mato-grossense. Iniciou uma parceria com o fotógrafo Alexandre Wulfes, e filmou “A retirada de Laguna”, baseado no livro de Visconde de Taunay sobre a Guerra do Paraguai. A partir disso, surgiu o filme “Alma do Brasil”, de 1932.
Na década de 1940, Luxardo foi para a cidade de Belém do Pará, onde conheceu e trabalhou com o então governador do Estado, Magalhães Barata, produzindo documentários sobre o político. Essa relação com a política levou Líbero a se tornar deputado estadual anos depois.
No Estado do Pará, Líbero Luxardo foi pioneiro na filmagem de cinejornais e longas com atores e técnicos paraenses. Seus filmes exaltavam a cultura do Pará, não só através do elenco, exclusivamente paraense, como também através da trilha sonora. O maestro Waldemar Henrique e o compositor Paulo André Barata, ambos paraenses, participaram de diversos filmes de Líbero. Outra marca do cinema de Líbero Luxardo eram os temas amazônicos de seus roteiros. Ele é o realizado do primeiro longa-metragem do Pará, "Um dia qualquer", de 1965.

## Legado
Os filmes de Líbero Luxardo são de extrema importância para o cinema brasileiro, uma vez que foram os primeiros longas realizados no Pará. Hoje eles fazem parte do acervo do Museu da Imagem e do Som do Estado do Pará, sendo o mais importante patrimônio cinematográfico do Estado.
Líbero morreu no dia 2 de novembro de 1980, em Belém do Pará, vítima de um câncer de próstata. Em 1986, foi inaugurado o Cine-Teatro Líbero Luxardo, na cidade, em homenagem ao cineasta.

## Filmografia
- 1930 – Aurora do amor
- 1932 – Alma do Brasil
- – Novidades Regionais
- 1934 – Anguera
- – As Maravilhas do Mato Grosso
- 1936 – Caçando feras
- – Barbosada
- – Fragmentos da Vida
- 1938 – Aruanã
- – Lucila
- 1941 – Amanhã nos encontraremos
- – Aniversário do Presidente Vargas no Amazonas
- – O círio
- – Na Região dos Tapajós
- – Navegação da Amazônia
- – No campo das Planícies
- – Nos domínios do Pai Tuna
- 1942 – Assistência à Infância (Belém do Pará)
- – Belém saúda Getúlio Vargas
- – O Pará na semana da Pátria
- 1946 – Assistência à Infância em Belém do Pará
- 1959 – Homenagem póstuma a Magalhães Barata
- 1965 – Um dia qualquer...
- – Belém do Pará (Aniversário de 350 anos)
- 1967 – Marajó – Barreira do mar
- 1968 – Um diamante e cinco balas
- 1974 – Brutos inocentes – Episódios 1 e 2 (Títulos atribuídos)
- 1975 – A promessa
- – Sob o céu da Amazônia

## Sobre "Um dia Qualquer"
"É pela morte de sua esposa que Carlos vaga pela cidade, relembrando lugares que frequentavam e conhecendo outros ainda ignorados. O personagem principal deflagra um conjunto de atitudes que demonstram sua relação com esse momento da existência, uma relação de incompreensão e desespero. O seu vagar pela cidade é a demonstração disso. Não possui caminhos pré-determinados, um roteiro a seguir, apenas impressões, imagens, lembranças. A perda da mulher lhe impulsiona para a perda de si próprio".

## Livros Publicados
- 1959 – Marabá
- 1963 – Purus, Histórias de ontem, estórias de hoje
- 1964 – Um dia qualquer
- 1978 – Maldição